# 집단심리학

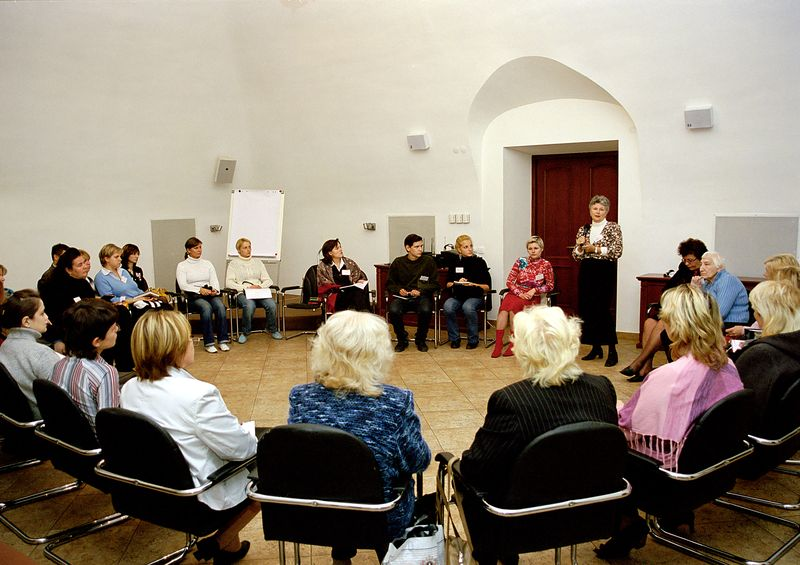

집단심리학(集團心理學, group psychotherapy) 또는 집단심리는 가족, 이웃, 학급, 직장 따위의 집단에 관련되는 심리, 행동, 문제 따위를 연구하는 심리학의 한 분야이다.

## 같이 보기
- 사회심리학